# Totenfalk
Der Totenfalk ist ein 2131 m ü. A. hoher Berg in der Falkengruppe im Karwendel in Tirol.
Der Gipfel ist nur als schwere, weglose Bergtour aus dem Rißtal erreichbar.